# Afspraak (boom)
Byrsonima spicata is een tropische boom die voorkomt in het gebied van de Caribische eilanden, Puerto Rico, de Kleine Antillen en Panama naar Colombia, Venezuela, de Guyana's, Bolivia en Peru. De plant wordt op Java (Indonesië) gekweekt. De boom komt zowel in het regenwoud als in kapoeweri voor, maar niet in overstromende gebieden.
In Suriname wordt de boom 'afspraak' genoemd; op Sint Eustatius en Saba Holly Hock.

## Beschrijving
De boom is half-bladverliezend en kan 15 m, in uitzonderlijke gevallen tot 40 m hoog worden. De stam is vaak krom, en kan zo'n 20 meter vrij van takken zijn. De stam kan 30–90 cm in doorsnee belopen.
De boom heeft leerachtige bladeren, een wigvormige voet en een spits toelopende top. De bladeren zijn aan de bovenkant glimmend en 2–4 cm breed; de bloemen in lang gerekte, trosvormige bloeiwijzen in de bladoksels. De meeldraden zijn behaard en de stempels zijn spits aan de top. De vruchten zijn groen tot geel en 14 mm in doorsnee.

## Menselijk gebruik
- De boom wordt plaatselijk in het wild gekapt om zijn hout. Het hout is vrij zacht en niet erg duurzaam. Het wordt voornamelijk als brandstof gebruikt.[5]
- De bast werd in de 19e eeuw als looimiddel gebruikt op de Antillen en in Suriname.[6]
- Het vruchtvlees is te zuur en te wrang om de vrucht rauw te eten maar het kan wel in jams verwerkt worden.
- In de Winti-volksgeneeskunst wordt gebruik gemaakt van de bladeren van deze boom voor genitale baden.[2]